# Kustavi Grotenfelt
Kustavi (Gustaf) Grotenfelt, född den 27 april 1861 i Helsingfors, död den 7 januari 1928 i Helsingfors, finsk historiker, e.o. professor i nordisk historia vid Helsingfors universitet 1905–26. Bror till Arvi Grotenfelt.
Grotenfelt var flitigt verksam som historisk författare. Han tillhörde det ungfinska partiet i lantdagen 1888-1909, och deltog i den s.k. kagalens verksamhet riktad mot den av Bobrikov bedrivna russificeringen. 